# Fjallavatn
Fjallavatn è un lago situato nella parte settentrionale dell'isola di Vágar, parte delle Isole Fær Øer, con una superficie di 1,02 km².